# Грош
Грош, або гріш (від лат. grossus denarius — «товстий денарій», італ. grosso, фр. gros, англ. groat, нім. Groschen, чеськ. groš, пол. grosz, угор. garas) — назва монет різних країн і часів, що вперше були викорбувані в торгових містах-республіках Північної Італії наприкінці XII століття під назвою гроссо і набули значного поширення в заальпійській Європі після того, як в 1266 році у Французькому королівстві почали карбувати турський грош, а з 1300 року в Богемському — празький грош.
Поява в XIII столітті в Європі монети типу грош знаменувала завершення 400-літнього періоду, що називається нумізматами «добою денарія» і початок більш ніж 300-літньої «доби гроша», що тривала до початку XVI століття, коли в Європі зявився новий еталон великої срібної монети — талер.
Грош став першою масовою срібною монетою, що з'явилась на додачу до каролінзького денарія, який з VIII століття був фактично єдиною монетою, що масово карбувалась в Європі. Протягом чотирьохсот років місцеві аналоги каролінзького денарія дуже знецінились через поступову втрату вмісту срібла і фактично перетворились з срібної на білонну монету. Грош вигідно відрізнявся від денарія значно вищою пробою срібла і більшою вагою (звідки пішла його назва лат. grossus denarius — товстий денарій), що дозволило монеті швидко набути популярності і на декілька століть стати головною срібною «торговою монетою» Європи.
Завдяки масовому карбуванню з 1300 року якісного «празького гроша», грош отримав широке застосування також в країнах Центральної та Східної Європи, де з часом почали карбуватись його місцеві аналоги. В українській і білоруській мовах від його назви утворений загальний термін «гроші».

## Поява і поширення гроша

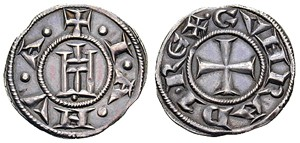
Генуезький гроссо (~1272), 1.37 г.

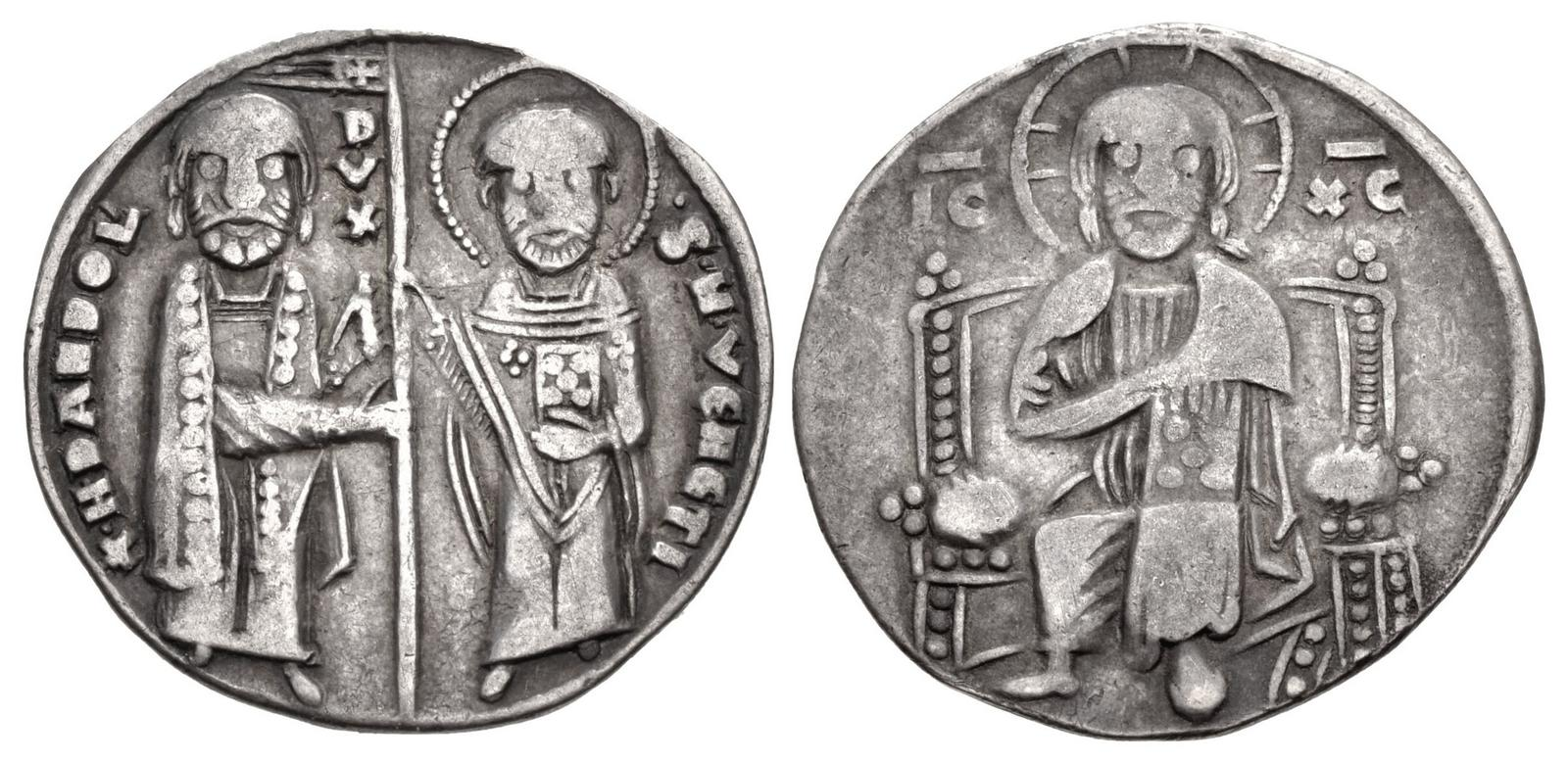
Венеційський гроссо Енріко Дандоло (1193—1205)

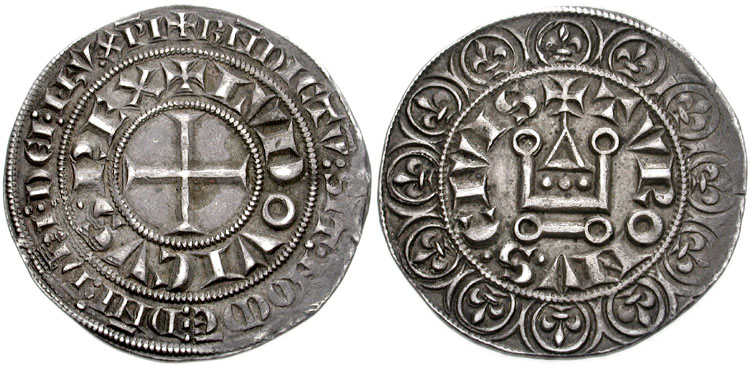
Турський грош Людовика IX (1266)

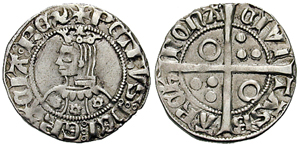
Барселонський кроат Педро III Великого (1285)

Назва «грош» походить від італійської срібної монети кінця XII століття «товстий денарій» (лат. denarius grossus, дослівно — товстий денарій), на противагу звичайним «тонким» каролінзьким денаріям, що на той час перебували в обігу в усій Європі.
Вперше монета з назвою «товстий денарій» або гроссо (італ. grosso) зявилась в 1172 року в Генуезькій республіці. Це була срібна монета вагою 1,46 г. срібля 958 проби, що прирівнювалась до 4-х генуезьких «тонких» денаріїв. Але справжній прорив як новий європейський стандарт для срібної торгової монети зробила монета під назвою гроссо, яку біля 1200 року почала карбувати Венеційська республіка. Ця монета вжила 2,2 грама чистого срібла 985 проби, найвищої проби, яку могла досягнути середньовічна металургія
Новий «товстий денарій» мав дві важливі переваги перед старими «тонкими» каролінзькими денаріями. По-перше, високій вміст срібла в новій монеті зробив її прийнятною для міжнародної торгівлі за межами місця її карбування. По-друге, шляхом заміни багатьох менших монет на одну велику, були зменшені витрати на її карбування, а також значно спрощені облік та транспортування. Невдовзі монети типу венеційського «гроссо» з'явився у інших торгових містах північної Італії — в Пізі, Лукці, Флоренції, Болоньї та Анконі. Римський сенат також карбував гроссо в середині XIII століття, але саме венеційське гроссо стало головною міжнародною торговою валютою в Південній Європі та Східному Середземномор'ї. У XIII столітті Мартіно да Канале стверджував, що венеційське гроссо «поширене в усьому світі через його хорошу якість».
В 1266 році у Франції, за правління Людовіка ІХ  в місті Турі було випущено турський грош (фр. gros tournois, гро турнуа) — срібну монету 958-ї проби вагою 4,22 г., що поширилась у торгівлі в Західній Європі. Проба, а пізніше вага цих монет з часом погіршувалася і 1365 року турський грош важив уже 2,55 г.
В Англії аналог французького турського гроша випущено в 1279 році королем Едуардом I під назвою гроут (англ. groat). З 1351 року почалось регулярне карбування гроута, вагою 4,23 г срібла — він прирівнювався до 4 пенні.

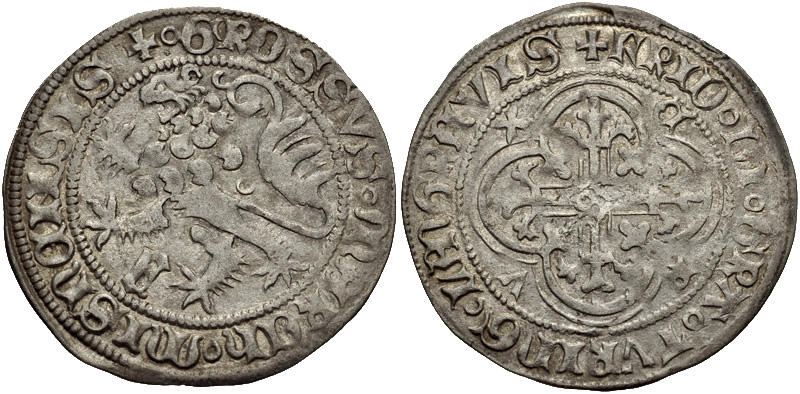
Мейсенський грош Фрідріха III (1349—1381)

Аахенський грош, 1402 року, король Франції Карл VI Божевільний, Перші датовані випуски в Європі

В Каталонії за зразком турського гроша в 1285 році Педро III Великий розпочав карбувати в Барселоні срібну монету під назвою кроат (кат. el croat), що мала вагу біля 3 грамів, а в середині 1300-х років в Кастилії з'явився реал, що важив 3.35 грама срібла 930 проби.
Роль, яку відіграв турський грош для поширення цього типу монет в Західній Європі, в Центральній та Східній Європі відіграв празький грош, що з 1300 року у значних кількостях почав карбуватись в Богемії. Празький грош, що мав вагу 3,7 грама срібла 938 проби, в XIV столітті набув такого широкого міжнародного обігу, що в українській та білоруській мовах це слово отримало поняття грошей як таких. На початку XIV ст. в Кутній Горі був заснований центральний монетний двір Чехії, що зробило місто гірників другим за значенням містом королівства. Завдяки масовому карбуванню тут так званого «празького гроша», що мав твердий вміст срібла, була усунена роз'єднаність грошової системи багатьох країн, значно активізувалась міжнародна торгівля, Прага стала одним із важливіших культурних і політичних центрів середньовічної Європи.
1338 року в Майсенському маркграфстві, а згодом в Саксонському курфюрстві почалося карбування майсенського гроша (важив 3,797 г і містив 3,375 г срібла), який мав широкий обіг по всій Німеччині.
В XIV ст. монету типу гроша почали карбувати Нідерланди, місцевий гроот (нід. groot) мав 3,96 г срібла при загальній вазі 4,14 г. Аналогічною до гроша була монета стювер.

## У Центральній Європі

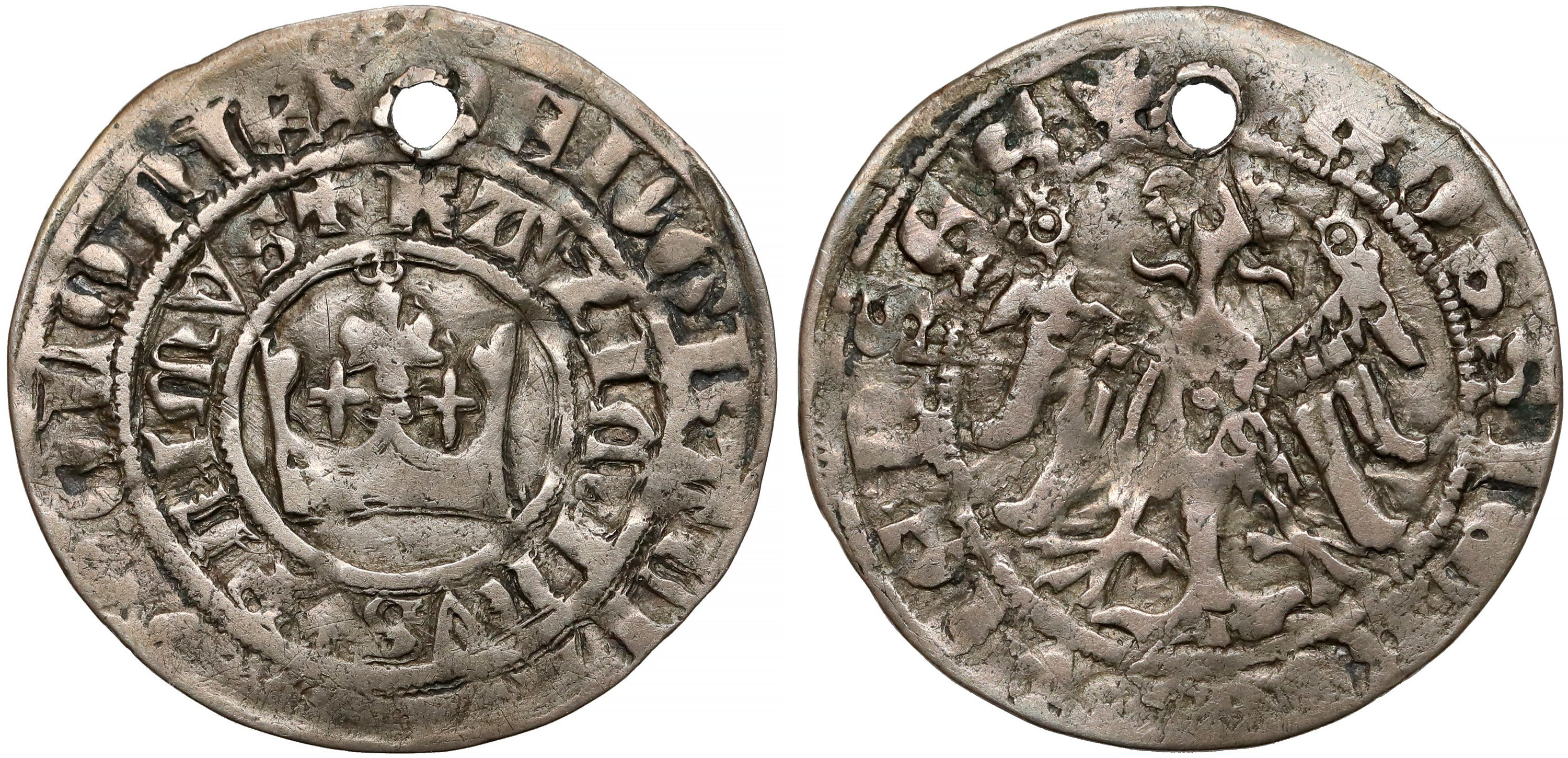
Краківський грош Казимира III Великого (1333—1370)

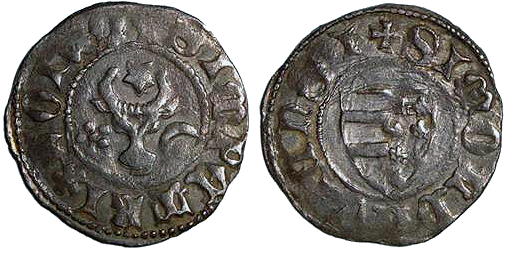
Молдавський грош Петру I Мусата (1375—1391 рр)

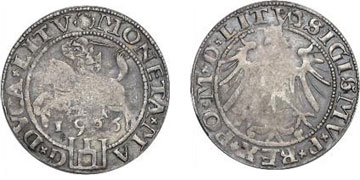
Литовський грош (1536)

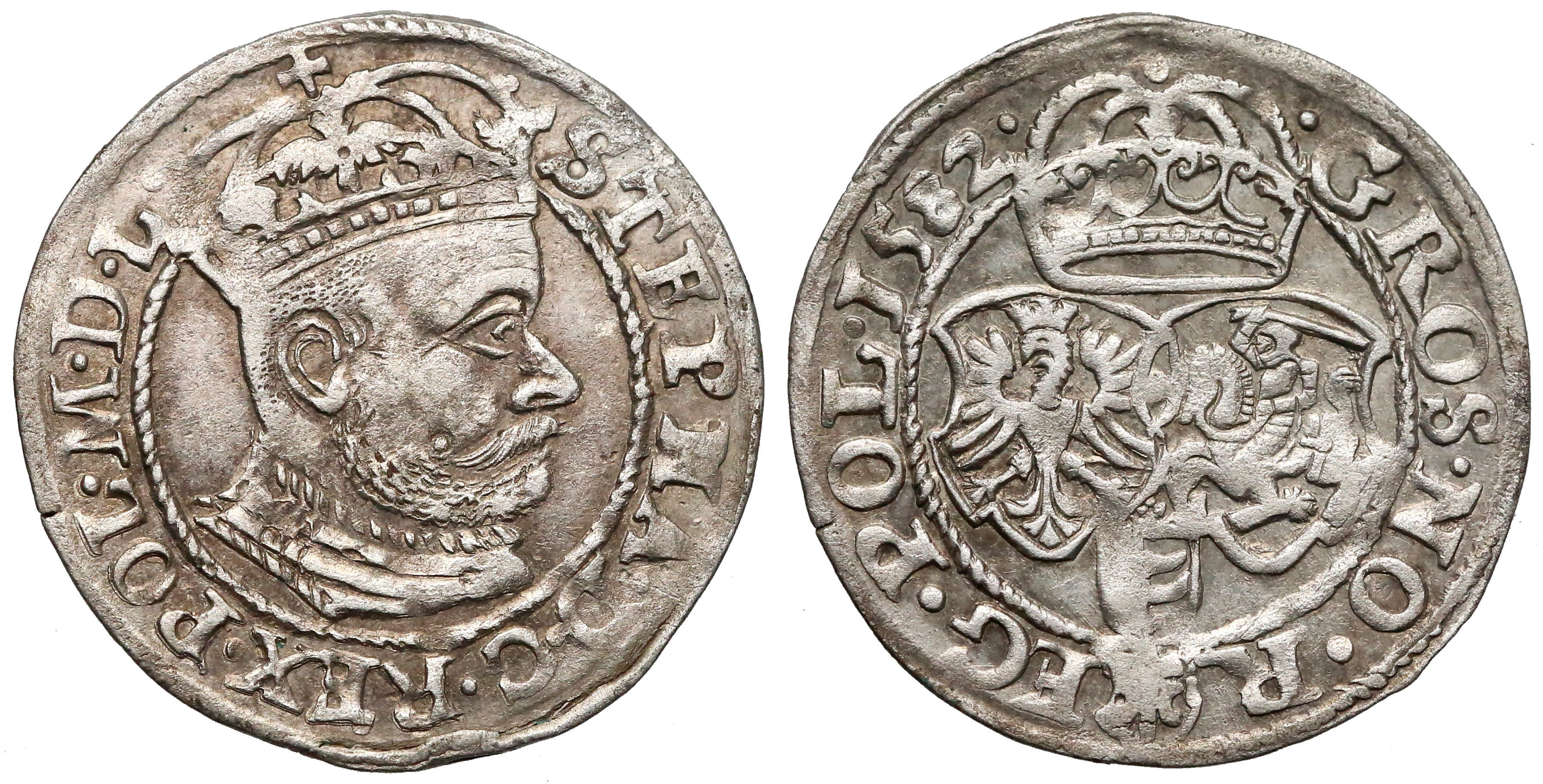
Польський грош Стефана Баторія (1582)

У Центральній Європі перші монети типу грош почали карбувати близько 1300 року у Богемському королівстві (празький грош). За його прикладом з 1329 року грош почали карбувати в Угорському королівстві (угор. garas), близько 1338 року — в Польському королівстві (краківський грош) і близько 1380 року — в Молдавському князівстві (молдавський грош).

## На українських землях
Як свідчать археологічні знахідки, в Галицько-Волинському князівстві, принаймні частково, користувались празьким грошем, який почав карбуватись з 1300 року і з 2-ї половини XIV століття монети типу гроша були основними на грошовому ринкові українських земель, спочатку у Галицько-Волинському князівстві, а згодом на його територіях, що потрапили до складу Литовського князівства та Польського королівства.
В 1338 році Польське королівство почало карбувати свою власну валюту — краківський грош, що був спроектований на основі гроша празького, проте після 1346 року його карбування припинилось.
Через 180 років після припинення карбування краківського гроша, з 1526 року в Польському королівстві після проведення грошової реформи Сигізмунда І почали карбувати так званий польський грош. Польський грош в середньому важив 2,059 гр. і карбувався зі срібла 375-ї проби на Краківському, Віленському, Торуньському, Гданському та Ельблонзькому монетних дворах. На той час польський грош оцінювався в 18 денаріїв, а 1 злотий вартував 30 польських грошей.
Незабаром у Литовському кнізівстві почали карбувати більший за вмістом срібла литовський грош. Один польський грош відповідав по вмісту срібла 8-ми литовських денаріям (пенязям), тоді як один литовський грош — 10-ти. За короля Сігізмунда ІІ Авґуста карбувався тільки у Вільнюсі частково за польською стопою, яка була нижча за литовську.

У результаті грошових реформ Стефана Баторія 1578—1580 років проведено уніфікацію польської та литовської монетних систем. Польський і литовський гроші стали однаковими за вагою і пробою металу, відмінності зберігались у зовнішньому оформленні. Наймасштабніше карбування грошей відбувалося за часів панування Сигізмунда III Ваза (1587—1632). Тоді польські гроші карбувались на монетних дворах Вільнюса, Олькуша, Мальборґа, Гданська, Риги. За короля Сігізмунда ІІІ Вази карбувались також в Кракові, Бидгощі, Познані, припили — в Мальборґу, Ризі.

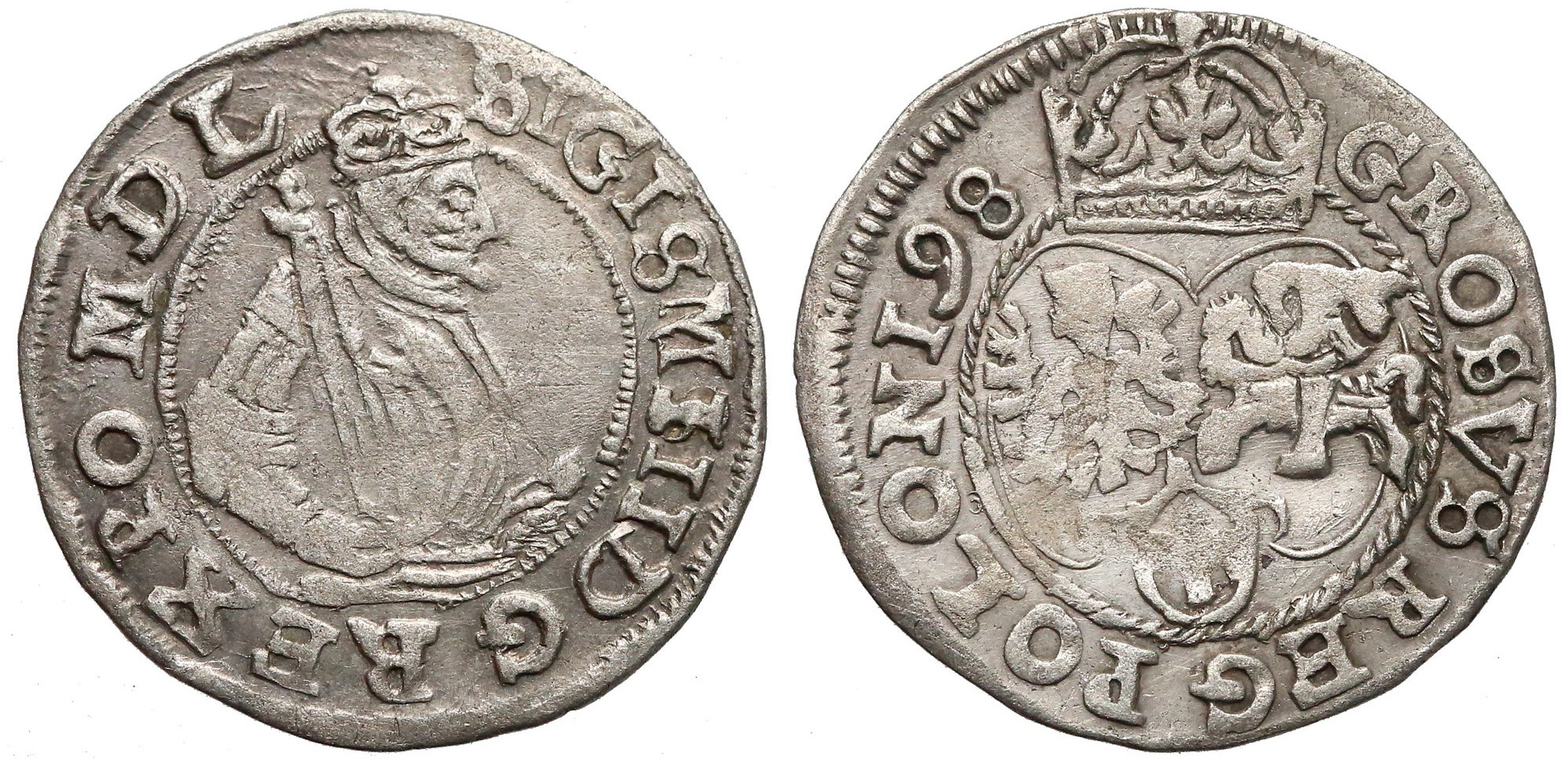
Польський грош Сигизмунда III Ваза (1598)

За короля Яна ІІ Казимира карбувався білонний польський грош, з 1752 року — мідний. За короля Станіслава-Августа Понятовського (1764—1795) карбували мідний грош (30 м п. г. = 1 злотий), срібний грош (4 ср. п. г. = 1 злотий). Після поділів Речі Посполитої Австрійська монархія карбувала мідні польські гроші для австрійської Галичини в 1794 році, Пруссія для території Польщі, що відійшла до неї — в 1796-98 роках, Варшавське герцогство — в 1810—1814 роках, Познаньське князівство — в 1816 році.
З 1924 року став частиною грошової системи ІІ Речі Посполитої як 1/100 злотого.
1654 року мідний грош, що дорівнював 2 копійкам, появився в Московії; назва збереглась до грошової реформи Канкріна 1839—1843 років. Після неї грошем стали називати деньгу через випуск двомовних польсько-російських монет.

## Сучасний грош
Дотепер грош як розмінна монета використовується у Польщі (100 грошів = 1 злотий). В 1924—38 і 1945—2001 роках грош також був розмінною монетою в Австрії (100 грошів = 1 шилінг).